# Лев Лешченко
Лев Валеря̀нович Лѐшченко (на руски: Лев Валерья́нович Ле́щенко) е руски певец, народен артист на РСФСР (1983). Певческият му глас е бас-баритон

## Биография
Роден е на 1 февруари 1942 в Москва. Баща му е Валериян Андреевич Лешченко (1904 – 2004) – кадрови офицер, воювал под Москва. За участието си във Втората световна война и военната си служба след това е награждаван с много ордени и медали. Майка му е Клавдия Петровна Лешченко (1915 – 1943).
През септември 1964 става студент в Руската академия за театрално изкуство. През същата година започва работа в „Москонцерт“.

## Дискография
- 1971 – „Не плачь, девчонка“ (Мелодия, 33Д-00030487-8)
- 1974 – „Талая вода“ (Мелодия, ГД 0003923 – 4)
- 1975 – „Лев Лещенко“ (Мелодия, 33С60-04759-60)
- 1975 – „Песни Юрия Саульского“ (Мелодия, Г62-04957-8)
- 1976 – „Песни советских композиторов“ (Мелодия, 33С62-06921-22)
- 1976 – „Лев Лещенко“ (Мелодия, 33С60-07891-2)
- 1979 – „Лев Лещенко“ (Мелодия, С62-12343-44)
- 1980 – „Притяжение Земли“ (Мелодия)
- 1981 – „Родительский дом“ (Мелодия, С60-16769-70)
- 1983 – „В кругу друзей“ (Мелодия, С60-20109-002)
- 1987 – „Что-нибудь для души“ (Мелодия, C60-25581-007)
- 1989 – „Любимая. Песни Вячеслава Ровного“ (Мелодия, C62-27851-009)
- 1992 – „Белый цвет черёмухи“ (Russian Disc, R60 01827R60 01827) – песни Андрея Никольского
- 1994 – „Для вас поёт Лев Лещенко“ (Apex Records, сборен)
- 1996 – „Аромат любви“ (Союз, SZCD 0521 – 96)
- 1996 – „Воспоминания“ (2 CD) (Союз, SZCD-0634-96, сборен)
- 1999 – „Мир грёз“ (ОРТ-Рекордс, ОРТ CD 0043 – 99)
- 2001 – „Простой мотив“ (Монолит, сборник)
- 2002 – „Лучшее“ (Звёзды Советской эстрады) (CD Land Group, CDLREC-005, сборен)
- 2004 – „Любовное настроение“ (Никитин, сборен)
- 2004 – „Песня на двоих“ – песни Вячеслава Добрынина
- 2004 – „Территория любви“ (Квадро-Диск, KTL04-015)
- 2006 – „Будь счастлива“ (Квадро-Диск, KTL06-461)
- 2007 – „Имена на все времена. Соловьиная роща“ (Квадро-Диск, сборен)
- 2009 – „Песни Александры Пахмутовой и Николая Добронравова“
- 2014 – „Юбилейное издание. Неизвестные песни“
- 2015 – „Я тебе подарю“
- 2017 – „Я встречи ждал“
- 2018 – „Моя последняя любовь“
- 2018 – „Создан для тебя“

## Филмография
- 1967 – Путь в „Сатурн“
- 1967 – „Софья Перовская“»
- 1979 – „Бабушки надвое сказали…“
- 1995 – „Старые песни о главном“ – дачник
- 1997 – „Старые песни о главном-3“ – диктор на програма „Время“
- 1998 – „Военно-полевой романс“
- 1998 – „Обреченная стать звездой“ – телевизионен сериал

## Награды и звания
- Орден „За заслуги пред Отечеството“ III степен (1 февруари 2007) – за голям принос в развитието на естрадното изкуство и многогодишна творческа дейност[2]
- Орден „За заслуги пред Отечеството“ IV степен (31 януари 2002) – за многогодишна плодотворна дейност в областта на културата и изкуството, голям принос в укрепване на дружбата и сътрудничеството между народите[3]
- Орден „Знак Почёта“ (1985)
- Орден Дружбы народов (1980)
- Народен артист на РСФСР (1983)
- Победитель IV Всесоюзного конкурса артистов эстрады (1970)
- Лауреат на конкурса „Златен Орфей“ (България, 1972)